# Unité urbaine de Mansle-Les Fontaines
L'unité urbaine de Mansle-Les Fontaines est une unité urbaine française constituée par la commune nouvelle de Mansle-Les Fontaines, petite ville sur les bords de la Charente, située dans le nord du département de la Charente.

## Données générales
En 2020, l'INSEE a procédé à une redéfinition des périmètres des unités urbaines de la France; celle de Mansle-Les Fontaines a été créée lors de ce nouveau zonage urbain formant avec la commune de Maine-de-Boixe une agglomération multicommunale selon les critères de l'INSEE qui lui a donnée le code 16101.
Lors du remaniement des périmètres des unités urbaines de 2010, l'unité urbaine de Mansle-Les Fontaines ne figurait pas la nomenclature de l'INSEE.
En 2021, avec 2 583 habitants, elle occupe la 10e place et dernière place des unités urbaines de la Charente, et appartient à la catégorie des unités urbaines de 2 000 à 4 999 habitants.
Sa densité de population qui s'élève à 125 hab/km² en 2021 en fait une unité urbaine dont la densité population est deux fois plus élevée  que celle du département de la Charente où celle-ci est d'environ 59 hab/km².
Elle n'appartient à aucune aire d'attraction des villes, étant intercalée entre l'aire d'attraction de Ruffec, au nord, et celle d' Angoulême, au sud.

## Délimitation de l'unité urbaine de 2020
Unité urbaine de Mansle-Les  Fontaines dans la délimitation de 2020 et population municipale de 2021
| Nom                                 | Code Insee | Département | Statut       | Superficie (km2) | Population (dernière pop. légale) | Densité (hab./km2) | Modifier                                    |
| ----------------------------------- | ---------- | ----------- | ------------ | ---------------- | --------------------------------- | ------------------ | ------------------------------------------- |
| Mansle-les-Fontaines (ville-centre) | 16206      | Charente    | ville-centre | 11,36            | 2 092 (2022)                      | 184                | modifier les données · modifier les données |
| Maine-de-Boixe                      | 16200      | Charente    | banlieue     | 9,35             | 476 (2022)                        | 51                 | modifier les données · modifier les données |

## Sources et références
1. ↑  Composition de l'unité urbaine de Mansle-Les Fontaines en 2020 - Source : Insee